# 멕시코 할양지

빨간 부분은 멕시코 할양지, 주황색은 개즈던 매입으로 획득한 땅

멕시코 할양지(Mexican Cession, Cesión mexicana)는 멕시코-미국 전쟁을 끝내기 위해 맺은 과달루페-이달고 조약으로 미국이 획득한, 현재 미국 남서부 지역의 역사적 명칭이다. 1848년에 미국이 멕시코로부터 할양 받았다.

## 개요
1821년 멕시코가 스페인으로부터 독립했을 때부터 1848년까지 27년간 이 지역은 멕시코 영토였으며, 그 북서부를 차지하고 있었다. 할양 지역의 면적은 지금까지의 멕시코 전체 면적의 약 3분의 1이 된다.
- 현재 캘리포니아, 네바다, 유타 전역 및 아래의 지역이 포함된다.
- 애리조나(이후 개즈던 매입에 의해 합병된 남부 지역을 제외한 주요 부분)
- 콜로라도(구 텍사스 공화국의 경계 이서)
- NM (개즈던 매입 지역을 제외한 리오그란데강 서쪽)
- 와이오밍(구 텍사스 공화국의 경계 이서 및 북위 42도선 이남)

## 개즈던 매입
개즈던 매입(Gadsden Purchase)는 현재 미국 애리조나주 남부와 뉴멕시코주에 해당하는 30,000 제곱마일(77,700Km²) 지역을 1853년, 대륙횡단철도 건설을 위해 멕시코로부터 미국이 구입한 사건을 가리킨다. 구입한 지역은 힐러강 남쪽과 리오그란데강 서쪽 지역으로 산악 고원 지대이다.